# Dicyemidae
Dicyemidae es una familia de dicemidos que son ectoparásitos de cefalópodos, puesto a que viven en sus apéndices renales. Al igual que otros miembros del mismo filo los dicemidos son animales extremamente simplificados que producto de su parasitismo perdieron la mayor parte de su pluricelularidad y genes. Y que anteriormente se clasificaban en el antiguo taxón Mesozoa junto con los placozoos y ortonectidos como animales primitivos, pero actualmente los análisis genéticos sitúan a los dicemidos y otros dicemidos dentro del clado Lophotrochozoa, ya que se ha concluido que Mesozoa es un taxón polifilético.

## Géneros y especies
A continuación se lista los géneros, especies y los autores de su descripción:
- Dicyema von Kolliker, 1849
  - Dicyema acciaccatum McConnaughey, 1949
  - Dicyema acheroni McConnaughey, 1949
  - Dicyema acuticephalum Nouvel, 1947 [3]
  - Dicyema aegira McConnaughey & Kritzler, 1952
  - Dicyema akashiense Furuya, 2005
  - Dicyema apalachiensis Short, 1962
  - Dicyema apollyoni Nouvel, 1947
  - Dicyema australis Penchaszadeh, 1969
  - Dicyema awajiense Furuya, 2005
  - Dicyema balanocephalum Furuya, 2006
  - Dicyema banyulensis Furuya & Hochberg, 1999
  - Dicyema benedeni Furuya & Hochberg, 1999
  - Dicyema benthoctopi Hochberg & Short, 1970
  - Dicyema bilobum Couch & Short, 1964
  - Dicyema briarei Short, 1961
  - Dicyema caudatum Bogolepova-Dobrokhotova, 1960
  - Dicyema clavatum Furuya & Koshida, 1992[3]
  - Dicyema colurum Furuya, 1999 [3]
  - Dicyema dolichocephalum Furuya, 1999 [3]
  - Dicyema erythrum Furuya, 1999[3]
  - Dicyema ganapatii Kalavati, Narasimhamurti & Suseela, 1984
  - Dicyema hadrum Furuya, 1999 [3]
  - Dicyema helocephalum Furuya, 2005
  - Dicyema hypercephalum Short, 1962
  - Dicyema irinoense Furuya, 2005
  - Dicyema japonicum Furuya & Tsuneki, 1992 [3]
  - Dicyema knoxi Short, 1971
  - Dicyema koshidai Furuya & Tsuneki, 2005
  - Dicyema leiocephalum Furuya, 2006
  - Dicyema lycidoeceum Furuya, 1999[3]
  - Dicyema macrocephalum (van Beneden, 1876)
  - Dicyema madrasensis Kalavati, Narasimhamurti & Suseela, 1984
  - Dicyema maorum Short, 1971
  - Dicyema megalocephalum Nouvel, 1934
  - Dicyema microcephalum Whitman, 1883
  - Dicyema misakiense Nouvel & Nakao, 1938 [3]
  - Dicyema monodi Nouvel, 1934
  - Dicyema moschatum Whitman, 1883
  - Dicyema nouveli Kalavati, Narasimhamurti & Suseela, 1984
  - Dicyema octopusi Kalavati, Narasimhamurti & Suseela, 1984
  - Dicyema oligomerum Bogolepova-Dobrokhotova, 1960
  - Dicyema orientale Nouvel & Nakao, 1998.[3]
  - Dicyema oxycephalum Furuya, 2009
  - Dicyema paradoxum von Kölliker, 1849
  - Dicyema platycephalum Penchaszadeh, 1968
  - Dicyema rhadinum Furuya, 1999 [3]
  - Dicyema robsonellae Short, 1971
  - Dicyema rondeletiolae Nouvel, 1944
  - Dicyema schulzianum (van Beneden, 1876)
  - Dicyema sepiellae Furuya, 2008
  - Dicyema shimantoense Furuya, 2008 - [4]
  - Dicyema shorti Furuya, Damian & Hochberg, 2002
  - Dicyema sphaerocephalum Furuya, 2005
  - Dicyema sphyrocephalum Furuya, 1999 [3]
  - Dicyema sullivani McConnaughey, 1949
  - Dicyema tosaense Furuya, 2005
  - Dicyema typoides Short, 1964
  - Dicyema typus van Beneden, 1876
  - Dicyema whitmani Furuya & Hochberg, 1999
- Dicyemennea Whitman, 1883
  - Dicyemennea abasi McConnaughey, 1949
  - Dicyemennea abbreviata McConnaughey, 1949
  - Dicyemennea abelis McConnaughey, 1949
  - Dicyemennea abreida McConnaughey, 1957
  - Dicyemennea adminicula (McConnaughey, 1949)
  - Dicyemennea adscita McConnaughey, 1949
  - Dicyemennea antarcticensis Short & Hochberg, 1970
  - Dicyemennea bathybenthum Furuya & Hochberg, 2002
  - Dicyemennea brevicephala McConnaughey, 1941
  - Dicyemennea brevicephaloides Bogolepova-Dobrokhotova, 1962
  - Dicyemennea californica McConnaughey, 1941
  - Dicyemennea canadensis Furuya, Hochberg & Short, 2002
  - Dicyemennea coromadelensis Kalavati, Narasimhamurti & Suseela, 1978
  - Dicyemennea curta Bogolepova-Dobrokhotova, 1962
  - Dicyemennea discocephalum Hochberg & Short, 1983
  - Dicyemennea dogieli Bogolepova-Dobrokhotova, 1962
  - Dicyemennea dorycephalum Furuya & Hochberg, 2002
  - Dicyemennea eledones (Wagener, 1857)
  - Dicyemennea eltanini Short & Powell, 1969
  - Dicyemennea filiformis Bogolepova-Dobrokhotova, 1962
  - Dicyemennea gracile (Wagener, 1857)
  - Dicyemennea granularis McConnaughey, 1949
  - Dicyemennea gyrinodes Furuya, 1999 [3]
  - Dicyemennea kaikouriensis Short & Hochberg, 1969
  - Dicyemennea lameerei Nouvel, 1932
  - Dicyemennea littlei Short & Hochberg, 1970
  - Dicyemennea longinucleata Bogolepova-Dobrokhotova, 1962
  - Dicyemennea marplatensis (Penchaszadeh & Christiansen, 1970)
  - Dicyemennea mastigoides Furuya, 1999 [3]
  - Dicyemennea minabense Furuya, 1999 [3]
  - Dicyemennea nouveli McConnaughey, 1959
  - Dicyemennea ophioides Furuya, 1999 [3]
  - Dicyemennea parva Hoffman, 1965
  - Dicyemennea pileum Furuya, 2008
  - Dicyemennea rossiae Bogolepova-Dobrokhotova, 1962
  - Dicyemennea rostrata Short & Hochberg, 1969
  - Dicyemennea ryukyuense Furuya, 2006
  - Dicyemennea trochocephalum Furuya, 1999[3]
  - Dicyemennea umbraculum Furuya, 2009
- Dicyemodeca 
  - Dicyemodeca anthinocephalum Furuya, 1999[3]
  - Dicyemodeca deca (McConnaughey, 1957)
  - Dicyemodeca dogieli Bogolepova, 1957
- Dodecadicyema Kalavati & Narasimhamurti, 1979
  - Dodecadicyema loligoi Kalavati & Narasimhamurti, 1980
- Pleodicyema 
  - Pleodicyema delamarei Nouvel, 1961
- Pseudicyema Nouvel, 1933
  - Pseudicyema cappacephalum Furuya, 2009
  - Pseudicyema nakaoi Furuya, 1999 [3]
  - Pseudicyema truncatum (Whitman, 1883)